# Música infantojuvenil

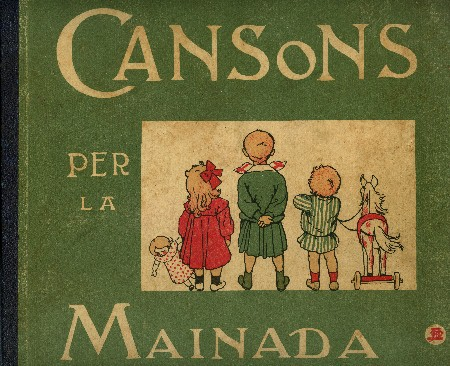
Livro canções para o bebê.

A música infantojuvenil (também chamada de música infantil,  música para crianças ou música juvenil) é uma manifestação artístico-musical  que se refere à música escrita especificamente para uma audiência composta por crianças e jovens. Os compositores são, geralmente, adultos. A música para crianças, historicamente, tem tido funções tanto de entretenimento quanto educativas. Entre os principais subgêneros estão as cantigas de roda, cantigas de embalar e cantigas de Natal. De acordo com o AllMusic, "A maioria dos registros infantis são feitos para crianças que ainda não frequentam a escola, ou estão na pré-escola. Eles são compostos de músicas cativantes e simples que são fáceis de cantar, ou onde são contadas histórias, que muitas vezes são apresentadas com um livro de leitura. Na melhor das hipóteses, a música infantil é espirituosa, memorável e inclusiva." Na música infantil, as sílabas são frequentemente rimadas e repetitivas. Essas canções muitas vezes são acompanhadas de gestos que se fazem ao cantar.
A música para crianças visa frequentemente prover meios divertidos de ensinar às crianças sobre a cultura delas, outras culturas, bom comportamento, fatos e habilidades. Originalmente eram canções tradicionais, mas há toda uma variedade de música educativa que tem se tornado crescentemente popular. A música infantojuvenil também é criada dentro de gêneros como pop, dance e rock, com conteúdo lírico lúdico e destinado ao público infantojuvenil.

## Artistas e grupos de música infantil em Portugal
- Ana Faria: Brincando aos Clássicos
- Avô Cantigas: Pá Pé Pi Pó Pu, O ovo ou a galinha, O Pópó do Papá
- Cândida Branca Flor: Cantigas da Minha Escola, No Jardim-Escola João de Deus
- Carlos Alberto Moniz e Maria do Amparo: Arca de Noé
- Coro Infantil de Santo Amaro de Oeiras: A todos um bom Natal, Eu vi um sapo
- Queijinhos Frescos: A Marcha dos Queijinhos Frescos
- José Barata-Moura: Joana come a papa, Fungagá da Bicharada
- Jovens Cantores de Lisboa
- Ministars: Esta coisa de ser estudante, Só se vive uma vez
- Onda Choc
- Panda e os Caricas: Põe as mãos no ar, Panda style[5]
- Palhaço Sorriso: Magia!, É Festa! [6]
- Popeline
- Renato Carrasquinho: O Barquinho Encantado; Dorme, meu bebé
- Vitinho: Boa noite, Vitinho!, Cantiga de Embalar
- Xana Toc Toc: Todos Unidos, Todos Protegidos

## Artistas e grupos de música infantil no Brasil
- Os Abelhudos
- Adriana Calcanhotto
- Aline Barros
- Angélica
- Carrossel
- Chiquititas
- Daniel Azulay
- Danny Pink
- Eliana
- Galinha Pintadinha
- Gugu Liberato
- Jackeline Petkovic
- Larissa & William
- Larissa Manoela
- Maisa Silva
- Mara Maravilha
- Mariane Dombrova
- Mulekada
- Palavra Cantada
- Patati Patatá
- Sandy & Junior
- Simony
- Trem da Alegria
- Turma do Balão Mágico
- Villa Lobos: Canções típicas brasileiras, W158 (1926); Cirandas, W220 (1919-1935)
- Xuxa